# Lukáš Vincour
Lukáš „Vinca“ Vincour je bubeník a rapper, který se narodil v červenci 1984 v Hranicích. Bubnovat začal v roce 2001 s kapelou FreeXtown. Od té doby prošel spousty kapel a projektů přes R.A.F., Punkhart, Thalidomide, Hanba, BOY,…
V pražsko-americké punk rockové kapele Pipes and Pints hraje od roku 2008. S kapelami vystupoval např. ve Švédsku, Finsku, Rusku, Francii, Itálii a Japonsku. Je firemním hráčem bubnů Mapex a činelů Anatolian.
Je vegan, příznivce životního stylu straight edge a držitel dvou žánrových Andělů. Je to také aktivistou za práva zvířat.
Zahrál si také v seriálech Čtvrtá hvězda a Doktoři z Počátků. Byl jednou z hlavních postav v dokumentu Kmeny, který ukazuje život současných městských subkultur. Lukáš Vincour prezentuje punkovou scénu a v dokumentu vypráví o svém životě a postoji k hudbě.
Na konci roku 2016 vydal autobiografickou knihu „Cesta, od punku ke svobodě“.

## Kapely, s kterými vystupoval
- FreeXtown
- R.A.F.
- Ivaze X
- Real
- Punkhart
- Thalidomide
- Bessar Unggas
- Gangnails
- Hanba
- Viki
- Neny Music
- LU2 VINYL FLEXER
- Horkýže Slíže
- BOY
- Suvereno
- Pipes and Pints
- Dirty Pictures
- Johny Machette
- Jaksi Taksi
- Monami
- The Uprising
- Meow!
- Amco
- Presento + Dj Smog

## Diskografie
- FreeXtown – Hey Dealere (2001)
- R.A.F. – To jsme my (2002)
- R.A.F. – Budem a nebudem (2003)
- Real – EP (2006)
- Punkhart – split (2007)
- Punkhart – kompilace Valmez (2009)
- R.A.F. – Welcome (2008)
- Pipes and Pints – EP (2008)
- Pipes and Pints – Until We Die (2009)
- Thalidomide – LP (2010)
- Punkhart – DVD (2010)
- Pipes and Pints – Found & Lost (2012)
- Hanba (MC), Hanba – Silou Kovadliny (2014)
- BOY – Darkest Visions (2014)
- Pipes & Pints feat. Horkýže Slíže – On The Road (2014)
- Punkhart / Cr.Colection – Split (2014)
- BOY vs. Hat Trickers 7" split (2015)
- Hanba – 7" (2015)
- Neny Music – Deja Vu (2016)
- Beego Shea – Tvoja Cesta (singl 2016)
- Zůstaň ve své kůži (2017)
- Rituály – Jeskyně (2017)

## Filmografie
- Čtvrtá Hvězda (2014)
- Doktoři z počátků (Falešný důkaz 2015)
- Kmeny: Punk (TV film 2015)

## Knihy
Cesta, od punku ke svobodě (2016)
Tenkrát Svět (2017)
Nesvoboda (2020)

## Bicí souprava

### Bicí set Mapex Saturn
- 22x20 Bass Drum
- 14x6,5 Snare Drum
- 12x10 Tom
- 16x14 Floor Tom

### Činely Anatolian
- 14 Hihat
- 17 Crash
- 18" Crash
- 20" Ride (Crash Ride)